# Mika Häkkinen

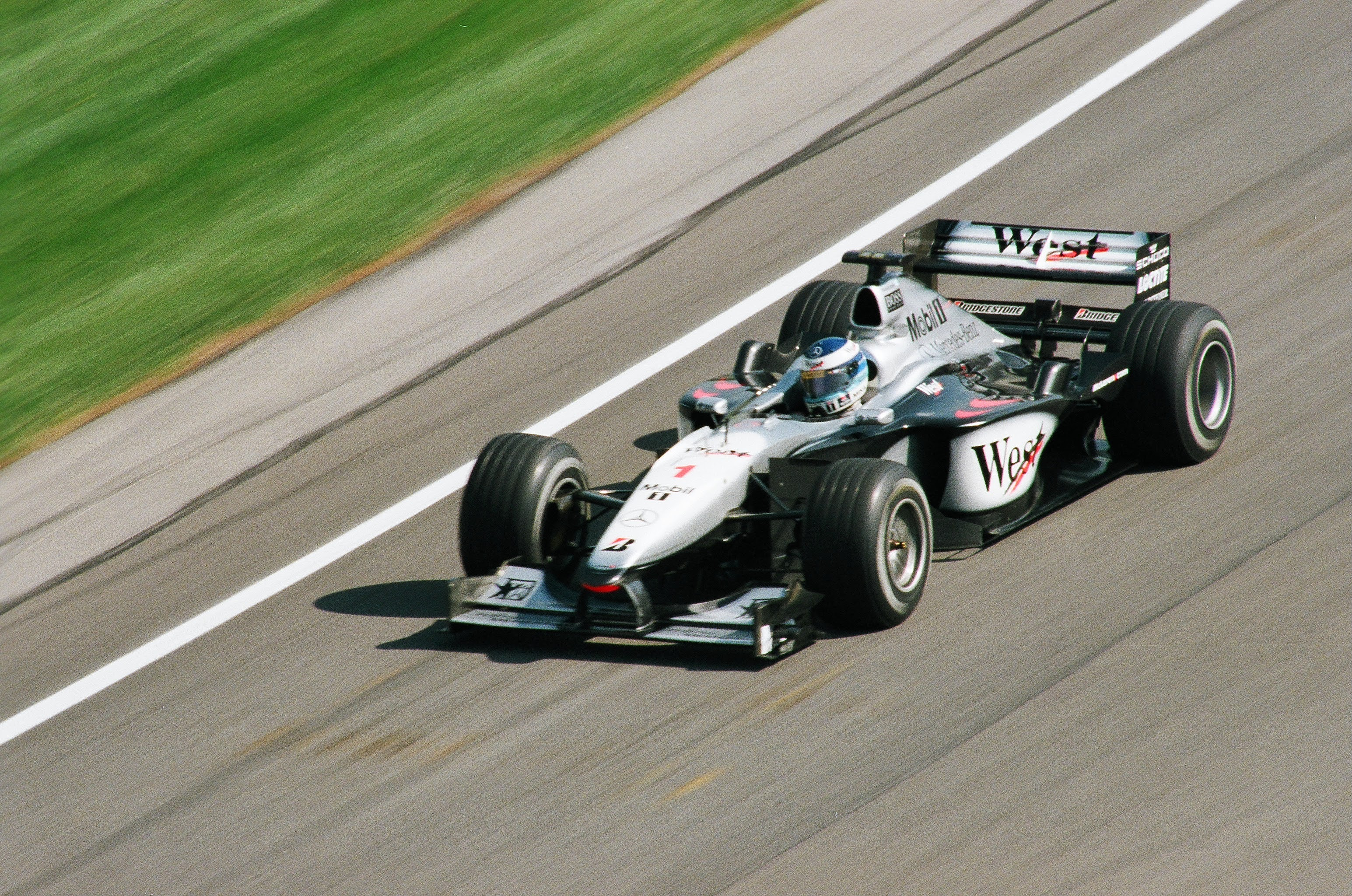
Mika Häkkinen, McLaren-Mercedes, 2000, GP Verenigde Staten. Foto: Rick Dikeman

Mika Pauli Häkkinen (Vantaa, 28 september 1968) is een Finse ex-Formule 1-coureur. Hij was twee keer winnaar van het Formule 1-wereldkampioenschap. Zijn meest frequente bijnaam is "De Vliegende Fin".

## Biografie
Häkkinen begon met het kartracen toen hij slechts vijf jaar oud was, op dat moment in een kart die voorheen door Henri Toivonen werd bestuurd. Hij won een aantal regionale en nationale kampioenschappen voordat hij overstapte naar de zwaardere auto's. Hij won de Britse Formule 3 in 1990 en werd daarna (in 1991) aangenomen in het Lotus-team, mede dankzij zijn manager en ex-wereldkampioen Keke Rosberg.
In 1993 ging hij over naar McLaren. Häkkinen viel direct op bij zijn McLaren-debuut. Hij verving de matig presterende Michael Andretti. Tijdens de kwalificatie voor de Portugese GP versloeg hij teamgenoot en drievoudig wereldkampioen Ayrton Senna. Tijdens de laatste Grote Prijs van 1995 op het circuit van Adelaide (Australië) crashte Häkkinen erg zwaar, waarna hij enkele dagen in een kunstmatige coma werd gehouden. Hij herstelde echter wonderwel en stond aan het begin van het seizoen 1996 gezond en wel aan de start.
Na een aantal middelmatige resultaten in het kampioenschap slaagde hij er in om in 1997 de laatste Grote Prijs van dat seizoen te winnen, in Jerez de la Frontera (de GP van Europa). Häkkinens werkgever McLaren-Mercedes wist daarna voordeel te halen uit een reeks reglementswijzigingen die vanaf het jaar daarop werden doorgevoerd, en Häkkinen won het kampioenschap in 1998 en 1999. McLaren had topontwerper Adrian Newey van Williams overgenomen en leverde Mercedes de sterkste motor. Hierdoor beschikte Häkkinen over de beste auto van het veld.
Nadat hij in 2000 en 2001 na veel strijd zijn meerdere had moeten erkennen in de Scuderia Ferrari van Michael Schumacher, ging hij er in 2002 een jaar tussenuit. Uiteindelijk besloot hij er helemaal mee te stoppen, om meer tijd te kunnen besteden aan zijn familie.
In Finland is in 1999 een postzegel uitgekomen met zijn afbeelding. Er bestaat ook een boek over hem, genaamd Doing What Comes Naturally.
Mika Häkkinen stond altijd bekend om zijn onverschrokkenheid op het circuit en zijn emotionele uitlatingen ernaast. Zo liet hij geregeld de tranen rollen bij een van zijn overwinningen, maar ook na een volstrekt onnodige spin tijdens de GP van Italië in 1999, waarbij hij zichzelf in het heetst van de strijd uitschakelde.
Häkkinen was getrouwd met Erja Honkanen en heeft een zoon en een dochter. In februari 2008 raakte bekend dat het paar na bijna tien jaar huwelijk de scheiding had aangevraagd.
Häkkinen maakte in 2005 zijn debuut in de DTM. Dit is de Duitse racecategorie voor touringwagens, genaamd de Deutsche Tourenwagen Masters. Hij reed voor Mercedes voor het AMG-team in een AMG C-klasse, samen met zijn teamgenoot Bernd Schneider. Tijdens zijn derde race in DTM behaalde hij zijn eerste poleposition en won hij zijn eerste race, op het befaamde circuit van Spa-Francorchamps. Op 3 november 2007 kondigde Häkkinen aan dat hij stopte met de actieve autosport. In drie seizoenen DTM behaalde hij daar drie overwinningen. Mika Hakkinen maakte een comeback op 45-jarige leeftijd als coureur door aan de start te verschijnen tijdens de negende en tiende race in GT Asia Serie. Die werden gehouden op het Chinese Zhuhai International Circuit van 11 tot en met 13 oktober 2013. Hakkinen deelde de Mercedes-Benz SLS AMG GT3 van Erebus Motorsport samen met de Hongkonger Matthew Solomon. De eerste race werd gewonnen door het duo, de tweede race werden ze vierde.
In november 2008 maakte Häkkinen bekend dat hij als manager wil gaan fungeren voor coureurs.

## Palmares

### Overwinningen (Formule 1)
| Nr. | Grand Prix                              | Team             |
| --- | --------------------------------------- | ---------------- |
| 1   | Grand Prix van Europa 1997              | McLaren-Mercedes |
| 2   | Grand Prix van Australië 1998           | McLaren-Mercedes |
| 3   | Grand Prix van Brazilië 1998            | McLaren-Mercedes |
| 4   | Grand Prix van Spanje 1998              | McLaren-Mercedes |
| 5   | Grand Prix van Monaco 1998              | McLaren-Mercedes |
| 6   | Grand Prix van Oostenrijk 1998          | McLaren-Mercedes |
| 7   | Grand Prix van Duitsland 1998           | McLaren-Mercedes |
| 8   | Grand Prix van Luxemburg 1998           | McLaren-Mercedes |
| 9   | Grand Prix van Japan 1998               | McLaren-Mercedes |
| 10  | Grand Prix van Brazilië 1999            | McLaren-Mercedes |
| 11  | Grand Prix van Spanje 1999              | McLaren-Mercedes |
| 12  | Grand Prix van Canada 1999              | McLaren-Mercedes |
| 13  | Grand Prix van Hongarije 1999           | McLaren-Mercedes |
| 14  | Grand Prix van Japan 1999               | McLaren-Mercedes |
| 15  | Grand Prix van Spanje 2000              | McLaren-Mercedes |
| 16  | Grand Prix van Oostenrijk 2000          | McLaren-Mercedes |
| 17  | Grand Prix van Hongarije 2000           | McLaren-Mercedes |
| 18  | Grand Prix van België 2000              | McLaren-Mercedes |
| 19  | Grand Prix van Groot-Brittannië 2001    | McLaren-Mercedes |
| 20  | Grand Prix van de Verenigde Staten 2001 | McLaren-Mercedes |

Overwinningen in een DTM-race
- 2005: Spa-Francorchamps
- 2007: Eurospeedway Lausitz, Mugello

Overwinningen in een GT Asia Serie race
- 2013: Zhuhai International Circuit , China

Poleposition (Formule 1)
- 1997: Luxemburg
- 1998: Australië, Brazilië, Spanje, Monaco, Frankrijk, Groot-Brittannië, Duitsland, Hongarije, België
- 1999: Australië, Brazilië, San Marino, Monaco, Spanje, Groot-Brittannië, Oostenrijk, Duitsland, Hongarije, België, Italië
- 2000: Australië, Brazilië, San Marino, Oostenrijk, België

Poleposition (DTM)
- 2005: Spa-Francorchamps
- 2007: Oschersleben, Brands Hatch

Snelste ronden tijdens de race (Formule 1)
- 1997: Italië
- 1998: Australië, Brazilië, Spanje, Monaco, Italië, Luxemburg
- 1999: Brazilië, Monaco, Groot-Brittannië, Oostenrijk, België, Europa
- 2000: San Marino, Groot-Brittannië, Spanje, Monaco, Canada, Hongarije, Italië, Japan, Maleisië
- 2001: Maleisië, Groot-Brittannië, Hongarije

Snelste ronden tijdens de race (DTM)
- 2005: Lausitzring, Spa-Francorchamps, Istanbul
- 2006: Zandvoort, Le Mans

## Racegeschiedenis: 1974-2007

### Karting: 1974-1986
| Jaar | Plaats | Kampioenschap                                                                   |
| ---- | ------ | ------------------------------------------------------------------------------- |
| 1978 | 1      | Keimola Regionaal Kartingkampioenschap                                          |
| 1979 | 1      | Regionaal Kartingkampioenschap                                                  |
| 1980 | 4      | Lapland Kartingkampioenschap                                                    |
| 1981 | 1      | Fins Kartingkampioenschap (F-miniseries)                                        |
| 1982 | 1 2    | Ronnie Peterson Memorial Kampioenschap Fins Kartingkampioenschap (F-miniseries) |
| 1983 | 1      | Fins Kartingkampioenschap (FN-series)                                           |
| 1984 | 1      | Fins Kartingkampioenschap (FA-series)                                           |
| 1985 | 1      | Fins Kartingkampioenschap (FA-series)                                           |
| 1986 | 1      | Fins Kartingkampioenschap (FA-series)                                           |

### Eenzitters: 1987-1990
| Jaar | Plaats | Kampioenschap |
| ---- | ------ | --- |
| 1987 | 1      | Fins Formule Ford 1600-kampioenschap Zweeds Formule Ford 1600-kampioenschap Scandinavisch Formule Ford 1600-kampioenschap |
| 1988 | 1 2    | Opel Lotus Euroseries-kampioenschap (Dragon-Opel-Lotus) Britse GM Vauxhall-Lotus Challenge (Dragon-Vauxhall-Lotus)        |
| 1989 | 7      | Brits Formule 3-kampioenschap (Dragon-Toyota)                                                                             |
| 1990 | 1      | Brits Formule 3-kampioenschap (WSR-Mugen-Honda) (Winnaar Macau F3 GP Reeks 1)                                             |

### Formule 1: 1991-2001
| Jaar | Plaats | Punten | Races | Overwinningen | Team             |
| ---- | ------ | ------ | ----- | ------------- | ---------------- |
| 1991 | 15     | 2      | 16    | 0             | Lotus-Judd       |
| 1992 | 8      | 11     | 16    | 0             | Lotus-Ford       |
| 1993 | 15     | 4      | 3     | 0             | McLaren-Ford     |
| 1994 | 4      | 26     | 15    | 0             | McLaren-Peugeot  |
| 1995 | 7      | 17     | 16    | 0             | McLaren-Mercedes |
| 1996 | 5      | 31     | 16    | 0             | McLaren-Mercedes |
| 1997 | 6      | 27     | 17    | 1             | McLaren-Mercedes |
| 1998 | 1      | 100    | 16    | 8             | McLaren-Mercedes |
| 1999 | 1      | 76     | 16    | 5             | McLaren-Mercedes |
| 2000 | 2      | 89     | 17    | 4             | McLaren-Mercedes |
| 2001 | 5      | 37     | 17    | 2             | McLaren-Mercedes |

### DTM: 2005-2007
| Jaar | Plaats | Punten | Races | Overwinningen | Team                 |
| ---- | ------ | ------ | ----- | ------------- | -------------------- |
| 2005 | 5      | 30     | 11    | 1             | Mercedes H.W.A. GmbH |
| 2006 | 6      | 25     | 10    | 0             | Mercedes H.W.A. GmbH |
| 2007 | 8      | 22     | 10    | 2             | Mercedes H.W.A. GmbH |
| 2008 | n.v.t. | 0      | 0     | 0             | Retired              |